# Municipio de Farmersburg
El municipio de Farmersburg (en inglés: Farmersburg Township) es un municipio ubicado en el condado de Clayton en el estado estadounidense de Iowa. En el año 2010 tenía una población de 561 habitantes y una densidad poblacional de 5,97 personas por km².

## Geografía
El municipio de Farmersburg se encuentra ubicado en las coordenadas 42°56′42″N 91°18′59″O / 42.94500, -91.31639. Según la Oficina del Censo de los Estados Unidos, el municipio tiene una superficie total de 94.04 km², de la cual 94,02 km² corresponden a tierra firme y (0,02 %) 0,02 km² es agua.

## Demografía
Según el censo de 2010, había 561 personas residiendo en el municipio de Farmersburg. La densidad de población era de 5,97 hab./km². De los 561 habitantes, el municipio de Farmersburg estaba compuesto por el 98,04 % blancos, el 0,18 % eran afroamericanos, el 0,36 % eran asiáticos y el 1,43 % eran de una mezcla de razas. Del total de la población el 1,07 % eran hispanos o latinos de cualquier raza.